# Angélique (boekenreeks)
Angélique is  een serie van dertien historische avonturenromans, die na het succes van een eerste enkele volumineuze roman met die titel van de Franse schrijfster Anne Golon werd uitgesponnen in een reeks van meerdere afgeleide en aangepaste, kleinere afleveringen. De oorspronkelijke eerste historische roman telde maar liefst 800 pagina's, maar werd opgesplitst in vele kortere delen die voor een betrekkelijk lage prijs op de markt konden worden gebracht. De fameuze reeks werd voor het grote publiek geschreven samen met haar echtgenote Serge in 1957-1985. De Engelstalige vertalingen verschenen onder de gecombineerde schrijversnaam Sergeanne Golon, met een samentrekking van de beide voornamen.
De populariteit van de Angélique-romans leidde in de jaren zestig tot een serie van vijf speelfilms (de eerste in 1964), geregisseerd door Bernard Borderie. Het succes van deze films stimuleerde vervolgens de verdere verkoop van de romans, waarvan de covers werden voorzien van beelden uit de films. De actrice Michèle Mercier speelde Angélique, en Robert Hossein speelde haar echtgenoot, Joffrey de Peyrac.
De in meerdere vertalingen verschenen romans hebben naar verluidt wereldwijd 150 miljoen exemplaren verkocht, vooral als goedkope dunne pockets van ongeveer 120 pagina's, en zijn aangepast tot zes speelfilms, diverse theaterproducties, een Japanse mangaserie en een Franse 'wereldwijde manga'-stripreeks. Alle romans zijn in het Nederlands vertaald. Tien van de dertien romans zijn in het Engels vertaald.

## Verhaal
De gelijknamige (fictieve) hoofdrolspeelster, Angélique Sancé de Monteloup, is een 17e-eeuwse vrouw geboren in de provinciale aristocratie in het westen van Frankrijk. In opeenvolgende boeken huwt ze op jonge leeftijd met de romantische en getalenteerde Joffrey de Peyrac, graaf van Toulouse; haar huiselijke geluk wordt vernietigd wanneer koning Lodewijk XIV haar man laat executeren op basis van verzonnen beschuldigingen; ze daalt af in de onderwereld van Parijs; komt tevoorschijn en krijgt via een turbulent tweede huwelijk toegang tot het hof van Versailles; ze verliest haar tweede echtgenoot in de oorlog, juist toen ze echt van hem begon te houden, en ze weigert vervolgens de minnares van de koning te worden; ze ontdekt dat haar eerste echtgenoot ondertussen in werkelijkheid nog leeft, maar zich ergens in het Middellandse Zee-gebied schuilhoudt. Ze gaat op een zeer riskante zoektocht, wordt gevangengenomen door piraten, als slaaf verkocht op Kreta, opgenomen in de harem van de sultan van Marokko, steekt deze koning neer als hij seks met haar probeert te hebben, en organiseert een gewaagde ontsnapping samen met een Fransman, een slaaf die haar minnaar wordt; ze keert terug naar Frankrijk, waar ze onder huisarrest wordt geplaatst in haar ouderlijk huis en wordt verkracht door razende koninklijke soldaten, wat de provincie tot een opstand aanzet die op brute wijze wordt neergeslagen; vindt onderdak bij een hugenootse familie en wordt – net zoals ze worden bedreigd door de herroeping van het Edict van Nantes – op het nippertje gered door haar lang verloren gewaande eerste echtgenoot die in La Rochelle verschijnt en hen allemaal in zijn schip naar Amerika brengt; en ook herenigd worden met haar kinderen, van wie ze dacht dat ze dood waren, maar die nog springlevend waren in Amerika. Daarna volgen nog veel meer avonturen in het koloniale Noord-Amerika – met name in de Franse overzeese gebiedsdelen Québec en Acadië – spannende verwikkelingen waarbij Franse en Engelse kolonisten, inheemse stammen ("indianen") en piraten betrokken zijn.

## Maatschappelijke betekenis
De boekenreeks Angélique was een van de eerste avonturenseries, waarin een vrouw het hoofdpersonage was en allerlei avonturen beleefde. In eerdere avonturenreeksen (zoals begin 20e eeuw de vele boeken van de Duitse auteur Karl May) speelde een mannelijk held de hoofdrol en waren voor vrouwen hooguit bijrollen weggelegd. In die zin was de boekenreeks Angélique, ofschoon evenmin zonder literaire pretenties doch als vermaak voor de massa, een uiting van de tijdgeest, met name sinds de jaren 60. Daarin verwierven vrouwen steeds meer een gelijkwaardiger positie: ook als heldin in fictieve verhalen die bedoeld waren voor de massa.
De oorspronkelijke Franstalige serie werd mede door de vele vertalingen een verkoopsucces voor de Parijse uitgeverij Opera Mundi. Opera Mundi (later voortgezet onder de naam als Agepresse) was oorspronkelijk een persbureau dat in 1928 door Paul Winkler was opgericht en in de jaren 90 verdween. Aanvankelijk was het gespecialiseerd in de uitgave van strips van buitenlandse oorsprong, maar ook originele creaties, in samenwerking met de grote Franse uitgeverij Hachette. 
De Nederlandstalige serie, die bestond uit 26 dunne pocketboeken van elk ongeveer 120 pagina's, werd gepubliceerd door uitgeverij De Vrijbuiter BV te Tilburg en De Schorpioen NV te Strombeek-Bever.
De uitgaven waren niet voorzien van een jaar van uitgave en werden in Nederland verkocht voor de lage prijs van ƒ 2,95 en in België voor BF 45.
Na het overlijden van haar echtgenoot Serge in 1972 bleef Anne Golon doorgaan met schrijven en bracht ze tegelijkertijd hun vier kinderen groot. Tussen de dood van Serge in 1972 en 1985 schreef Anne nog vier delen van de reeks.

## Oorspronkelijke Franstalige reeks
- Angélique (1956) / Angélique, marquise des anges (1957)
- Le Chemin de Versailles (1958)
- Angélique et le roy (1959)
- Indomptable Angélique (1960)
- Angélique se révolte (1961)
- Angélique et son amour (1961)
- Angélique et le nouveau monde (1964)
- La Tentation d'Angélique (1966)
- Angélique et la démone (1972)
- Angélique et le complot des ombres (1976)
- Angélique à Québec (1980)
- Angélique, la route de l'espoir (1984)
- La Victoire d'Angélique (1985)

## Latere herziene heruitgave
In 2010 verscheen een herziene Franstalige heruitgave, die bestond uit de volgende delen:
- Tome 1 : Angélique, marquise des Anges
- Tome 2 : Angélique, la fiancée vendue
- Tome 3 : Angélique, les fêtes royales
- Tome 4 : Angélique, le supplicié de Notre-Dame
- Tome 5 : Angélique, ombres et lumières
- Tome 6 : Angélique, le chemin de Versailles

## Nederlandstalige uitgave
De Nederlandstalige reeks verscheen zonder vermelding van jaar van uitgave. De bij enkele titels hierondervermelde jaartallen zijn daarom alleen die van de oorspronkelijke Franse uitgave, voor zover vooralsnog bekend). 
1. Markiezin der engelen (La Marquise des Anges, 1957), deel 1 (Nederlandstalige bewerking door Corry van der Hulst)
2. Markiezin der engelen, deel 2
3. De weg naar Versailles (Le Chemin des Versailles, 1958), deel 1 (Ned. bewerking door Corry van der Hulst)
4. De weg naar Versailles, deel 2
5. Favoriete des konings, (Indomptable Angélique), deel 1 (Ned. bew. door C.v.d. Hulst)
6. Favoriete des konings, deel 2
7. Angélique en haar koning (Angélique et le Roy, 1959), deel 1 (Ned. bew. door C.v.d. Hulst)
8. Angélique en haar koning, deel 2
9. Angélique en de sultan (vermeldt als oorspronkelijke titel evenals delen 5 en 6 Indomptable Angélique, 1960), deel 1 (Ned. bew. door C.v.d. Hulst)
10. Angélique en de sultan, deel 2
11. Angélique in opstand, (Angélique se revolte, 1961), deel 1 (Ned. bewerking door C.v.d. Hulst)
12. Angélique in opstand, deel 2
13. Angélique en haar grote liefde, (Angélique et son amour, 1961) deel 1 (Ned. bewerking door Corry van der Hulst)
14. Angélique en haar grote liefde, deel 2
15. Angélique verovert de nieuwe wereld (Angélique et le nouveau monde, 1964), deel 1 (Ned. bew. C. van der Hulst)
16. Angélique verovert de nieuwe wereld, deel 2
17. Onstuimig hart (vermeldt als oorspronkelijke titel evenals delen 5 en 6 Indomptable Angélique), deel 1 (Ned. bew. C. van der Hulst)
18. Onstuimig hart, deel 2
19. Angélique en de grote verleiding (La tentation d¨Angélique, 1966), deel 1 (Ned. bew. C. van der Hulst)
20. Angélique en de grote verleiding, deel 2
21. Angélique en de duivel (Angélique et la Démone, 1972), deel 1 (Ned. bew. C. van der Hulst)
22. Angélique en de duivel, deel 2
23. De duivel ontmaskerd, (vermeldt als oorspronkelijke titel evenals delen 21 en 22 Angélique et la Démone), deel 1 (Ned. bew. dhr.H.Lindt)
24. De duivel ontmaskerd, deel 2 (Ned. bew. dhr. J .Bertens)
25. Angélique en de samenzwering, (Angélique et le complot des ombres, 1976), deel 1 (Ned. bew. dhr. H.Lindt)
26. Angélique en de samenzwering, deel 2 (Ned. bew. dhr. J. Bertens)